# Daniellia ogea
Espèce
Classification APG III (2009)
Daniellia ogea est une espèce de plantes à fleurs de la famille des Fabaceae, qui a pour noms vernaculaires arbre à encens, faro d’Agboville (en français), accra copal, Benin gum copal, gum copal tree (en anglais). C'est un arbre de taille moyenne à grande. L’espèce est répandue en Afrique de l’Ouest et en Afrique Centrale, Sénégal jusqu’au Cameroun et au Gabon.

## Description
L’arbre peut attendre 40 à 50 m de haut. Son fût est droit et cylindrique, et fait jusqu’à 125 cm de diamètre.
L’écorce externe est lisse, de couleur blanc grisâtre à gris verdâtre, avec des tâches horizontales, allongées, de couleurs variées.
Les feuilles sont alternes.
L’arbre produit des grappes de fleurs bisexuées, zygomorphes, à 5 pétales de couleur bleue à lilas. Le fruit est une gousse oblongue et aplatie, contenant 1 seule graine. Celle-ci fait 3 cm de long et est de couleur brun foncé.

## Utilisation
Au Sénégal, la gomme contenue dans le bois est employée sur les affections cutanées. Au Bénin, l’infusion des feuilles sert à soigner la dysenterie. Au Ghana et au Nigeria, la décoction ou la macération des racines est utilisée pour traiter le paludisme et la gonorrhée.
Les graines sont considérées comme comestibles au Nigeria.
Le bois est vendu sous le nom de faro, ogea, ou encore daniellia. Il est utilisé pour les constructions légères, la menuiserie, ou encore la fabrication de jouets et articles de fantaisie. La gomme présente dans le bois est employée en cosmétique, pour parfumer les vêtements, notamment. 